# عزیمت‌ها
عزیمت‌ها (به ژاپنی: おくりびと؛ به انگلیسی: Departures) فیلم درام ژاپنی، به کارگردانی یوجیرو تاکیتا و محصول سال ۲۰۰۸ میلادی است.

این فیلم برداشتی آزاد از رمان تابوت‌ساز اثر شینمون آئوکی می‌باشد.

## داستان
این فیلم داستان یک نوازنده ویولن را روایت می‌کند که پس از شکست در حرفهٔ خود، به زادگاه خویش باز می‌گردد و علی‌رغم میل اطرافیان، به امور کفن و دفن مشغول می‌شود.

## جایزه اسکار بهترین فیلم بین‌المللی
- جایزه اسکار بهترین فیلم خارجی زبان ۲۰۰۹

## جوایز
- جایزه بزرگ جشنواره بین‌المللی فیلم مونترال
- جایزه آکادمی ژاپن برای بهترین فیلم سال